# Tour de Catalogne 1955
Le Tour de Catalogne 1955 est la 35e édition du Tour de Catalogne, une course cycliste par étapes en Espagne. L’épreuve se déroule sur 11 étapes entre le 3 et le 11 septembre 1955, sur un total de 1 447 km. Le vainqueur final est José Gómez del Moral.

## Étapes
| Étape | Date         | Parcours                                      | km    | Vainqueur d’étape           | Leader du classement général |
| ----- | ------------ | --------------------------------------------- | ----- | --------------------------- | ---------------------------- |
| 1e    | 3 septembre  | Sabadell - Tibidabo (Barcelone)               | 100,0 | Alfred Esmatges (ESP)       | Alfredo Esmatges (ESP)       |
| 2e    | 4 septembre  | Montjuïc - Montjuïc                           | 46,0  | Gabriel Company (ESP)       | Gabriel Company (ESP)        |
| 3e    | 4 septembre  | Barcelone - Mataró                            | 100,0 | Vicente Iturat (ESP)        | Vicente Iturat (ESP)         |
| 4e    | 5 septembre  | Mataró - Perpinyà                             | 177,0 | José Mateo (ESP)            | Francisco Moreno (ESP)       |
| 5e    | 6 septembre  | Perpinyà - Les Escaldes (ca) (AND)            | 172,0 | Miguel Pacheco (ESP)        | José Gómez del Moral (ESP)   |
| 6e    | 7 septembre  | Les Escaldes (ca) (AND) - Valls               | 209,0 | Jesús Loroño (ESP)          | José Gómez del Moral (ESP)   |
| 7eA   | 8 septembre  | Valls - Vinaròs                               | 156,0 | Miguel Gual (ESP)           | José Gómez del Moral (ESP)   |
| 7eB   | 8 septembre  | Vinaròs - Tortosa (clm)                       | 50,0  | Federico M.Bahamontes (ESP) | José Gómez del Moral (ESP)   |
| 8e    | 9 septembre  | Tortosa - Reus                                | 131,0 | Jesús Loroño (ESP)          | José Gómez del Moral (ESP)   |
| 9e    | 10 septembre | Reus - Vilanova i la Geltrú                   | 112,0 | Salvador Botella (ESP)      | José Gómez del Moral (ESP)   |
| 10e   | 10 septembre | Aut. Terramar - Aut. Terramar (S.P. de Ribes) | 60,0  | Franco Giacchero (ITA)      | José Gómez del Moral (ESP)   |
| 11e   | 11 septembre | Vilanova i la Geltrú - Barcelone              | 113,0 | Federico M.Bahamontes (ESP) | José Gómez del Moral (ESP)   |

### Étape 1. Sabadell - Barcelone. 100,0 km
|   | Cycliste            | Équipe      | Temps           |
| - | ------------------- | ----------- | --------------- |
| 1 | Alfredo Esmatges    | PC Nicky's  | 2 h 37 min 35 s |
| 2 | Gabriel Company     | Minaco      | m.t.            |
| 3 | Federico Bahamontes | Peña Solera | m.t.            |

|   | Cycliste            | Équipe      | Temps           |
| - | ------------------- | ----------- | --------------- |
| 1 | Alfredo Esmatges    | PC Nicky's  | 2 h 37 min 35 s |
| 2 | Gabriel Company     | Minaco      | m.t.            |
| 3 | Federico Bahamontes | Peña Solera | m.t.            |

### Étape 2. Barcelone - Barcelone. 46,0 km
| Résultats de la 2e étape \| \| Cycliste \| Équipe \| Temps \| \| - \| --------------- \| ------ \| --------------- \| \| 1 \| Gabriel Company \| Minaco \| 1 h 09 min 37 s \| \| 2 \| Marcel Dussault \| \| m.t. \| \| 3 \| Ugo Massocco \| \| m.t. \| |                 |        |                 |
| | Cycliste        | Équipe | Temps           |
| 1 | Gabriel Company | Minaco | 1 h 09 min 37 s |
| 2 | Marcel Dussault |        | m.t.            |
| 3 | Ugo Massocco    |        | m.t.            |

### Étape 3. Barcelone - Mataró. 100,0 km
|   | Cycliste         | Équipe          | Temps           |
| - | ---------------- | --------------- | --------------- |
| 1 | Vicente Iturat   | R.C.D. Espanyol | 2 h 47 min 43 s |
| 2 | Francisco Moreno | Gamma           | + 3 s           |
| 3 | Marcel Dussault  |                 | + 5 s           |

|   | Cycliste         | Équipe          | Temps           |
| - | ---------------- | --------------- | --------------- |
| 1 | Vicente Iturat   | R.C.D. Espanyol | 6 h 35 min 04 s |
| 2 | Marcel Dussault  |                 | + 6 s           |
| 3 | Francisco Moreno | Gamma           | + 25 s          |

### Étape 4. Mataró - Perpinyà. 177,0 km
|   | Cycliste      | Équipe          | Temps           |
| - | ------------- | --------------- | --------------- |
| 1 | José Mateo    | PC Nicky's      | 4 h 43 min 47 s |
| 2 | Bernardo Ruiz | R.C.D. Espanyol | + 11 s          |
| 3 | René Marigil  | Peña Solera     | m.t.            |

|   | Cycliste         | Équipe          | Temps            |
| - | ---------------- | --------------- | ---------------- |
| 1 | Francisco Moreno | Gamma           | 11 h 19 min 27 s |
| 2 | Alfredo Esmatges | PC Nicky's      | + 1 min 21 s     |
| 3 | Bernardo Ruiz    | R.C.D. Espanyol | + 1 min 49 s     |

### Étape 5. Perpinyà - Les Escaldes. 177,0 km
|   | Cycliste            | Équipe           | Temps           |
| - | ------------------- | ---------------- | --------------- |
| 1 | Miguel Pacheco      | U.C. Terrassa    | 5 h 21 min 06 s |
| 2 | Jesús Loroño        | B.C. Villafranca | + 2 min 34 s    |
| 3 | Federico Bahamontes | Peña Solera      | + 6 min 46 s    |

|   | Cycliste             | Équipe      | Temps            |
| - | -------------------- | ----------- | ---------------- |
| 1 | José Gómez del Moral | Minaco      | 16 h 51 min 37 s |
| 2 | Federico Bahamontes  | Peña Solera | + 1 min 49 s     |
| 3 | Alfredo Esmatges     | PC Nicky's  | + 1 min 59 s     |

### Étape 6. Les Escaldes - Valls. 209,0 km
|   | Cycliste        | Équipe           | Temps           |
| - | --------------- | ---------------- | --------------- |
| 1 | Jesús Loroño    | B.C. Villafranca | 5 h 17 min 45 s |
| 2 | Antonio Jiménez | U. V. Granadina  | m.t.            |
| 3 | Ugo Massocco    |                  | + 34 s          |

|   | Cycliste             | Équipe          | Temps            |
| - | -------------------- | --------------- | ---------------- |
| 1 | José Gómez del Moral | Minaco          | 22 h 09 min 56 s |
| 2 | Federico Bahamontes  | Peña Solera     | + 1 min 49 s     |
| 3 | Antonio Jiménez      | U. V. Granadina | + 3 min 35 s     |

### Étape 7. (7A Valls - Vinaròs 156 km) et (7B Vinaròs - Tortosa 50 km CRI)
|   | Cycliste        | Équipe     | Temps           |
| - | --------------- | ---------- | --------------- |
| 1 | Miguel Gual     | Minaco     | 4 h 17 min 12 s |
| 2 | Antonio Castell |            | m.t.            |
| 3 | Alfonso García  | PC Nicky's | m.t.            |

|   | Cycliste            | Équipe      | Temps           |
| - | ------------------- | ----------- | --------------- |
| 1 | Federico Bahamontes | Peña Solera | 1 h 15 min 37 s |
| 2 | Walter Serena       | Berkel      | + 9 s           |
| 3 | José Mateo          | PC Nicky's  | + 53 s          |

|   | Cycliste        | Équipe    | Temps           |
| - | --------------- | --------- | --------------- |
| 1 | Gabriel Company | Minaco    | 5 h 36 min 04 s |
| 2 | Nino Assirelli  | Barcelone | + 8 s           |
| 3 | Miguel Gual     | Minaco    | + 19 s          |

|   | Cycliste             | Équipe | Temps            |
| - | -------------------- | ------ | ---------------- |
| 1 | José Gómez del Moral | Minaco | 27 h 47 min 58 s |
| 2 | Gabriel Company      | Minaco | + 13 min 03 s    |
| 3 | Emilio Rodríguez     | Berkel | + 15 min 14 s    |

### Étape 8. Tortosa - Reus. 131,0 km
|   | Cycliste         | Équipe           | Temps        |
| - | ---------------- | ---------------- | ------------ |
| 1 | Jesús Loroño     | B.C. Villafranca | 56 min 26 s  |
| 2 | Remo Pianezzi    | Faema            | + 35 s       |
| 3 | Alfredo Esmatges | PC Nicky's       | + 1 min 32 s |

|   | Cycliste             | Équipe | Temps            |
| - | -------------------- | ------ | ---------------- |
| 1 | José Gómez del Moral | Minaco | 32 h 09 min 53 s |
| 2 | Gabriel Company      | Minaco | + 13 min 03 s    |
| 3 | Emilio Rodríguez     | Berkel | + 15 min 14 s    |

### Étape 9. Reus - Vilanova i la Geltrú. 112,0 km
|   | Cycliste         | Équipe           | Temps           |
| - | ---------------- | ---------------- | --------------- |
| 1 | Salvador Botella | R.C.D. Espanyol  | 2 h 54 min 10 s |
| 2 | Cosme Barrutia   | B.C. Villafranca | + 49 s          |
| 3 | Antonio Bertrán  | PC Nicky's       | + 2 min 53 s    |

|   | Cycliste             | Équipe | Temps            |
| - | -------------------- | ------ | ---------------- |
| 1 | José Gómez del Moral | Minaco | 35 h 16 min 03 s |
| 2 | Gabriel Company      | Minaco | + 13 min 03 s    |
| 3 | Emilio Rodríguez     | Berkel | + 15 min 14 s    |

### Étape 10. Autòdrom de Terramar. 60,0 km
|   | Cycliste         | Équipe           | Temps           |
| - | ---------------- | ---------------- | --------------- |
| 1 | Franco Giacchero |                  | 1 h 27 min 25 s |
| 2 | Jesús Galdeano   | B.C. Villafranca | + 2 s           |
| 3 | Joan Escolà      | R.C.D. Espanyol  | m.t.            |

|   | Cycliste             | Équipe | Temps            |
| - | -------------------- | ------ | ---------------- |
| 1 | José Gómez del Moral | Minaco | 36 h 46 min 29 s |
| 2 | Gabriel Company      | Minaco | + 13 min 03 s    |
| 3 | Emilio Rodríguez     | Berkel | + 15 min 14 s    |

### Étape 11. Vilanova i la Geltrú - Barcelone. 113,0 km
|   | Cycliste            | Équipe      | Temps           |
| - | ------------------- | ----------- | --------------- |
| 1 | Federico Bahamontes | Peña Solera | 3 h 02 min 49 s |
| 2 | Ugo Massocco        |             | + 54 s          |
| 3 | André Brulé         |             | m.t.            |

|   | Cycliste             | Équipe | Temps            |
| - | -------------------- | ------ | ---------------- |
| 1 | José Gómez del Moral | Minaco | 39 h 52 min 59 s |
| 2 | Gabriel Company      | Minaco | + 11 min 03 s    |
| 3 | Emilio Rodríguez     | Berkel | + 13 min 14 s    |

## Classement final
| Pos. | Cycliste                   | Équipe                | Temps            |
| ---- | -------------------------- | --------------------- | ---------------- |
| 1    | José Gómez del Moral (ESP) | Minaco                | 39 h 52 min 59 s |
| 2    | Gabriel Company (ESP)      | Minaco                | + 11 min 03 s    |
| 3    | Emilio Rodríguez (ESP)     | Berkel                | + 13 min 14 s    |
| 4    | André Brulé (FRA)          | France                | + 18 min 49 s    |
| 5    | Federico Bahamontes (ESP)  | Peña Solera           | + 19 min 47 s    |
| 6    | Antonio Jiménez (ESP)      | U. V. Granadina       | + 23 min 16 s    |
| 7    | Francisco Moreno (ESP)     | Gamma                 | + 24 min 39 s    |
| 8    | Walter Serena (ITA)        | Berkel                | + 25 min 06 s    |
| 9    | Bernardo Ruiz (ESP)        | R.C.D. Espanyol       | + 27 min 43 s    |
| 10   | Juan Crespo Hita (ESP)     | Peña Cycliste Nicky's | + 27 min 54 s    |

## Classements annexes
| Pos. | Cycliste                  | Équipe         | Points |
| ---- | ------------------------- | -------------- | ------ |
| 1    | Federico Bahamontes (ESP) | Peña Solera    | 31     |
| 2    | Emilio Hernán Díaz (ESP)  | Peña Grande    | 25     |
| 3    | Miguel Pacheco (ESP)      | U. C. Terrassa | 19     |

| Pos. | Équipe          | Temps             |
| ---- | --------------- | ----------------- |
| 1    | Minaco          | 120 h 30 min 13 s |
| 2    | PC Nicky's      | + 46 min 17 s     |
| 3    | R.C.D. Espanyol | + 1 h 04 min 16 s |